# BTS
 (кореј. 방탄소년단; транскр.  Би-Ти-Ес), такође познати као Bangtan Boys (транскр.  Бангтан бојс), јужнокорејска је дечачка група која је основана 2010. Дебитовали су 13. јуна 2013. са песмом No More Dream са првог албума 2 Cool 4 Skool. Освојили су неколико награда за Новог извођача године, укључујући награде na Melon Music Awards и Golden Disc Awards 2013, и Seoul Music Awards 2014. Бенд је наставио са успоном и стекао је велику популарност својим следећим албумима Dark & Wild (2014), The Most Beautiful Moment In The Life (2015) и The Most Beautiful Moment: Young Forever (2016). Са последња два албума су ушли у амерички Билборд 200. The Most Beautiful Moment in Life: Young Forever је освојио награду албума године у Мелон музичким наградама 2016.
Њихов други потпуни албум, Wings (2016), достигао је врхунац са бројем 26 на Билборду 200, оборивши рекорд за најбоље рангиран К-поп албум икада, поставши најпродаванији албум тог жанра у САД. У њиховој родној Јужној Кореји, Wings је постао најпродаванији албум у историји листе Gaon Album Chart. Албум је продат у више од 1,5 милиона примерака, што га чини првим милионским тиражом ове групе, а група је накнадно награђена као уметник године на Мнет азијским музичким наградама 2016. Следеће издање групе, Love Yourself: Her (2017), дебитовало је на броју седам Билборда 200, означавајући највиши ранг за азијског уметника у историји. Група је такође успела да се пласира на Билбоард хот 100 по први пут са насловном нумером албума „DNA”, која је ушла као број 85 и достигла врхунац на броју 67. Још једна нумера из албума, Mic Drop, био је ремикс Стива Аокија који је достигао број 28 на Билборд хот 100. Обе песме су постале златне од стране Америчког удружења дискографских кућа, што је био први пут за било коју корејску песму икада. Албум је продат у више од 1,2 милиона примерака према јужнокорејској Gaon Albums Chart у првом месецу, чиме је BTS поново добио титулу најбоље продаваног албума у историји графикона и постао је највише продавани корејски албум у једном месецу у задњих 16 година.

## Чланови
- Џин (진) — вокалиста[13]
- Шуга (슈가) — репер[14]
- Џеј-Хоуп (제이홉) — репер[15]
- РМ — вођа, репер[16]
- Џимин (지민) — вокалиста[17]
- Ви (뷔) — вокалиста[18]
- Џангкук (정국) — вокалиста[19]

### RM
Kim Nam-joon (Хангул: 김남준; 12. септембар 1994) познатији као RM (транскр. Ар-Ем) је репер, текстописац, продуцент и вођа групе. Рођен је у Илсану и има млађу сестру. 17. марта 2015. избацио је свој први микстејп под називом RM. Као продуцент и текстописац, под његовим именом данас се налази више од 80 песама и у његовој каријери забележен је рад са разним музичарима као што су Wale, Warren G, Fall Out Boy, Gaeko, Krizz Kaliko, MFBTY и Primary. Октобра 23. 2018. године издаје други микстејп под називом mono који садржи седам песама. Енглески језик је научио гледајући серију Пријатељи те једини течно говори енглески у групи. RM је 2022. године избацио свој трећи микстејп под називом Indigo, са ког је најпопуларнија песма "Wild Flower", коју је отпевао са популарном корејском певачицом Youjeen.

### Jungkook
Jeon Jung-kook (Хангул: 전정국; 1. септембар 1997. , рођен у Бусану) је главни вокалиста (током 2013. године и репер), плесач и најмлађи члан групе. Зову га "Golden Maknае" (срп. Најмлађи члан). Као текстописац, а према корејској асоцијацији ауторских права, има шест песама акредитованих на своје име. Пријавио се за такмичење у талент шоу Superstar K, иако није ушао у ужи избор, добио је пар понуда од продукцијских кућа. Од свих понуда, Џангкук је одабрао Биг Хит, где касније дебитује као члан BTS-а. Да би научио да игра, морао је ићи на часове у Лос Анђелесу, што уопште није било лако јер није знао енглески. Поред тога што је главни певач, може да репује и црта. Тренирао је теквондо као борилачки вештину. 

### Suga
Min Yoon-gi (Хангул: 민윤기; 9. март 1993, рођен у Дегуу) познатији као Suga и Agust D, је репер, продуцент и текстописац групе. Пре него што је отпочео каријеру као члан BTS-а, био је андерграунд репер под називом Gloss, као и члан хип хоп групе D-Town. Дана 15. августа 2016. године избацио је свој први микстејп под називом Agust D. Написао је песму под називом "Wine" за певачицу Суран, са којом је раније сарађивао на свом микстејпу, која је 2. децембра 2017. године освојила награду за најбољу R&B/soul песму године на Мелон Мјузик Авардс-у. Као продуцент и текстописац под својим именом поседује преко 60 написаних песама. За свој 25. рођендан је донирао говедину сиротиштима под именом "ARMY" што представља име њихових фанова. Он је 2021. продуцирао и издао сингл под називом "That, That" са популарним корејском певачем, PSY-ем.Исте те године је издао још један сингл под називом "Daechwita" (корејски: 대취타).

### Jimin
Park Jimin (Хангул: 박지민; 13. октобар 1995, рођен у Бусану) је главни плесач и вокалиста групе. Током периода школовања био је најбољи студент департмана модерног плеса те му је професор сугерисао да се пријави на аудицију продукцијске куће, што га је довело до продукцијске куће Биг Хит. Након што је прошао аудицију 2012. године, пребацио се у уметничку школу у Сеулу где је дипломирао. Тренутно је студент на Глобал Сајбер универзитету. Џимин је препознатљив по свом елегантном и префињеном стилу плеса и за себе каже да је перфекциониста. Он је 2023. избацио свој први микстејп под називом Face, на коме су најпопуларније Set Me Free pt.2 и Like Crazy.

### V
Kim Tae-hyung (Хангул: 김태형; 30. децембар 1995, рођен у Дегуу) је баритон, вокалиста групе. Као средњошколац је ишао на часове свирања саксофона. Завршио је средњу уметничку школу у Сеулу као и колега Џимин и тренутно похађа Глобал Сајбер универзитет. У 2016. години је дебитовао као глумац, глумећи у историјској драми Hwarang: The Poet Warrior Youth лика под именом Хансонг и за ту исту драму је отпевао дует са колегом Џином под називом It's Definitely You, а у 2017. изабран је за најзгоднијег мушкарца света по листи The 100 Most Handsome Faces. Заједно са другим члановима групе је написао и компоновао пар песама које су се нашле на њиховим албумима.

### Ј-Hope
Jung Ho-seok (Хангул: 정호석; 18. фебруар 1994, рођен у Гвангђуу) познатији као J-Hope (надимак Хоби) је главни плесач и репер групе. Пре него што је дебитовао као члан групе BTS, снимио је песму Animal са певачем групе 2АМ, Ђо Квоном. Идеја за уметничко име полази од његове жеље да представља наду својим фановима. Написао је преко 60 песама и 1. марта 2018. године издаје свој први микстејп под називом Hope World. 2020. године избацује сингл са Becky G, под називом "Chicken noodle soup". Познат је као највеселији члан групе, и један од три репера. Обожава да игра, и како су чланови рекли, кореографију може да запамти за пола сата. J-Hope је 2022. издао свој други микстејп под називом Jack In The Box.

### Jin
Kim Seok-Jin (Хангул: 김석진; 4. децембар 1992, рођен у Гвачону). Џин је вокалиста и најстарији члан групе. Дипломирао је на Конкук универзитету и тренутно је на постдипломским студијама на Ханјанг Сајбер универзитету. Како му је кување хоби, у 2018. години је, заједно са старијим братом, отворио ресторан у јапанском стилу. За свој 26. рођендан је донирао храну и разноразне потрепштине организацијама за бригу и заштиту животиња. Он је 2022. године издао своју популарну песму под називом The Astronaut, коју је продуцирала популарна музичка група, Coldplay. Џин је постао популаран крајем 2022. године, из разлога што је после свог тридесетог рођендана отишао у војску да одслужи војни рок који ће трајати до краја 2024. године.

## Дискографија
| Студијски албуми на корејском језику - (2014) - (2016) - (2018) - (2020) - (2020) | Студијски албуми на јапанском језику - (2014) - (2016) - (2018) - (2020) |

## Галерија
- РМ
- Џунгкук
- Суга
- Џимин
- Ви
- Џеј-Хоуп
- Ђин